# Mastomys angolensis
Mastomys angolensis is een knaagdier uit het geslacht Myomyscus dat voorkomt in West-Angola. Deze soort is in verschillende indelingen geplaatst in Rattus, Praomys, Myomys of Myomyscus, maar tegenwoordig wordt hij in het geslacht Mastomys geplaatst. Deze soort heeft een zachte, dikke vacht, witte voeten, een zeer lange staart en vijf paren van mammae.